# Bielersee
Bielersee (niem.), Lac de Bienne (fr.) – jezioro w zachodniej Szwajcarii, położone u podnóża pasma górskiego Jura, w regionie Seeland, na terenie kantonów Berno i Neuchâtel.
Jezioro rozciąga się na długości 15 km i mierzy do 4,1 km szerokości. Powierzchnia jeziora wynosi 39,3 km², a maksymalna głębokość – 74 m. Obecne parametry hydrologiczne jeziora wynikają z prowadzonej w kilku etapach od 1868 r. rozległej tzw. korekty wód Jury. Lustro wody w stanie normalnym znajduje się na wysokości 429 m n.p.m. Poziom maksymalny, wynoszący 430,9 m n.p.m., był notowany 10 sierpnia 2007 r. w wyniku wyjątkowo długotrwałych opadów deszczu. Powierzchnia zlewiska jeziora wynosi  8 305 km². Średni dopływ wody do jeziora wynosi 244 m³/s, a teoretyczny czas jej pozostawania w jeziorze - 58 dni.
Jezioro zasilane jest wodami rzeki Schüss (La Suze), Kanału Thielle (Zihlkanal, Canal de la Thielle), który prowadzi z jeziora Neuchâtel oraz rzeki Aare poprzez Kanał Hagneck (Hagneckkanal, Canal de Hagneck). Na północno-wschodnim krańcu jeziora Kanałem Nidau-Büren (Nidau-Büren-Kanal, Canal de Nidau-Büren) z jeziora ponownie wypływa rzeka Aare.
Wybrzeże jeziora zamieszkane jest od czasów neolitycznych. Pozostałości archeologiczne odkryte zostały na zamkniętym dla ruchu kołowego półwyspie (dawnej wyspie) Sankt Petersinsel (Île Saint-Pierre), gdzie w budynku XII-wiecznego klasztoru funkcjonuje hotel. Odpoczywał tu m.in. Jean-Jacques Rousseau, który wspominając pobyt tu napisał: „Nigdzie indziej nie czułem się tak prawdziwie szczęśliwy, jak na Wyspie św. Piotra pośrodku jeziora Biel”. 
Nad jeziorem rozwinęło się winiarstwo oraz turystyka.
Głównym miastem położonym nad jeziorem jest Biel/Bienne.